# Еврейский детский дом (Осло)
Еврейский детский дом в Осло был основан в 1939 году под эгидой гуманитарной организации «Помощь Нансена», основанной Оддом Нансеном, сыном лауреата Нобелевской премии мира Фритьофа Нансена. Детский дом был задуман как безопасное убежище для еврейских детей во время Холокоста, однако всем детям в конце концов пришлось бежать, чтобы избежать депортации, когда сама Норвегия была оккупирована нацистской Германией.

## История детского дома
Первый директор, Нина Хасволд (урождённая Хакель), была принята на работу норвежским психиатром Ником Ваалом после того, как они познакомились в Берлине во время посещения «Детского семинара», проводимого Вильгельмом Райхом. Член правления «Помощи Нансена» Сигрид Хеллиесен Лунн также принимала активное участие в создании дома.
Первыми питомцами были еврейские беженцы из Вены (известные как «венские дети», норв. Wienerbarna), прибывшие в июне 1938 года под предлогом летних каникул в норвежскую еврейскую общину. Через некоторое время в еврейской общине в Бэруме в приёмных семьях, потом они переехали в Осло — в арендованные помещения на улице Индустригатен и, наконец, в здание, которое еврейская община приобрела по адресу Хольбергсгейт, 21.
Благодаря работе недавно прибывших психиатров Лео Эйтингера и Норы Лустиг (которая позже была задержана, депортирована и немедленно убита в Освенциме) из Брно, «Помощь Нансена» подала заявку на прием 100 чешских еврейских детей, которым в противном случае грозила опасность при нацистском режиме. Министерство юстиции неохотно одобрило приём 22 детей (среди них будущего известного психиатра Бертольда Грюнфельда) на том основании, что от них будет «трудно избавиться».
После того как Норвегия была оккупирована нацистской Германией, положение норвежской еврейской общины в целом, а также воспитанников еврейского детского дома непрерывно ухудшалось. Хотя Сигрид Лунн предусмотрительно сожгла весь список чешских еврейских беженцев 9 апреля 1940 года, коллаборационистские власти в конце концов пришли в это учреждение.
Семь детей были отправлены обратно в свои семьи в Австрию; все они были убиты во время Холокоста. Кроме того, в Освенциме был убит один мальчик, вышедший из детдома в октябре 1942 года.
К тому времени, когда власти приказали задержать и депортировать всех оставшихся евреев в ноябре 1942 года, в доме было девять мальчиков и пять девочек. Персонал дома, лица, связанные с «Помощью Нансена», и другие люди, имеющие контакты в норвежском Движении сопротивления, спланировали, организовали и успешно осуществили эвакуацию детей. Все дети в доме смогли избежать ареста и был переправлены в Швецию.
Все оставшиеся 14 детей пережили Холокост и впоследствии жили в Норвегии, Швеции, Аргентине, Великобритании и США. По состоянию на лето 2007 года все они были ещё живы.

## Признание
Из тех, кто участвовал в спасении детей, семеро были удостоены израильским Институтом «Яд Вашем» звания Праведника народов мира в 2006 году:
- Кэролайн (Ник) Ваал, которая организовала побег с помощью семьи и друзей.
- Нина Хасволд, директор детского дома.
- Герда Танберг, спрятавшая детей в своей квартире в Уллерне.
- Мартин Солванг, водитель такси, организатор подпольной переправки в Швецию, он отвез детей в Эльверум.
- Ола Раукен, проводник, который привёл детей на свою ферму и прошёл с ними 17 километров в сторону границы.
- Ола Брейсйобергет, проводник, который перевёз их через границу.
- Сигрид Лунн, член норвежского подполья (Сиворг[англ.]), которая с самого начала посвятила себя спасению детей, планированию побега и организации снабжения.